# 熊本藩
熊本藩（日语：／ Kumomoto han */?）是日本江戶時代的一個藩。藩廳位於熊本城（熊本市），領地包括肥後國（熊本县）除去球磨郡、天草郡的地区以及豐後國（大分县）的一部分（鶴崎、佐賀関等）。也被称作肥后藩。藩主是加藤氏及細川氏。自加藤氏失勢後，由細川氏管理到明治時代。

## 歷史

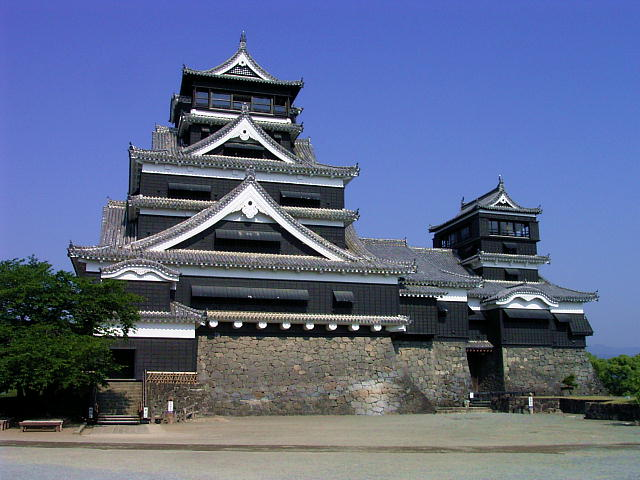
熊本藩藩廳熊本城，由初代藩主加藤清正主持興建，圖片為熊本城的大小天守（重建）

在江戶時代以前，熊本藩的範圍大概包括加藤清正及小西行長管治的領地。後者在關原之戰參加西軍，因戰敗後被德川軍處死，其領土分配給加藤清正，成為52萬石大名，清正時代建造熊本城，在清正管治期間，風評良好，後世稱他為清正公。1632年，第二代藩主忠廣因德川忠長事件而被處分，分配到出羽國羽岡藩，並由新領主細川氏管治，直到廢藩置縣為止，由細川氏所管治。
在管治初期，召回不少加藤氏家臣及肥後國人。第二代藩主光尚早年死亡。第三代藩主綱利7歲就任。1747年第五代藩主忠孝在江戶被7000石旗本板倉勝該斬死，自此將家紋改變。
1755年開設藩校時習館，重賢進行改革，成功將熊本藩中興。幕末時代藩內分為勤王黨、時習館黨、實學黨等。
1870年末代藩主護久，支持實學黨，控制了藩政。1871年廢藩置縣後，原有領地成為了熊本縣的行政區劃。
細川護久直系後代，第18代細川家當主細川護熙是第79任日本首相。

## 藩主

### 加藤家

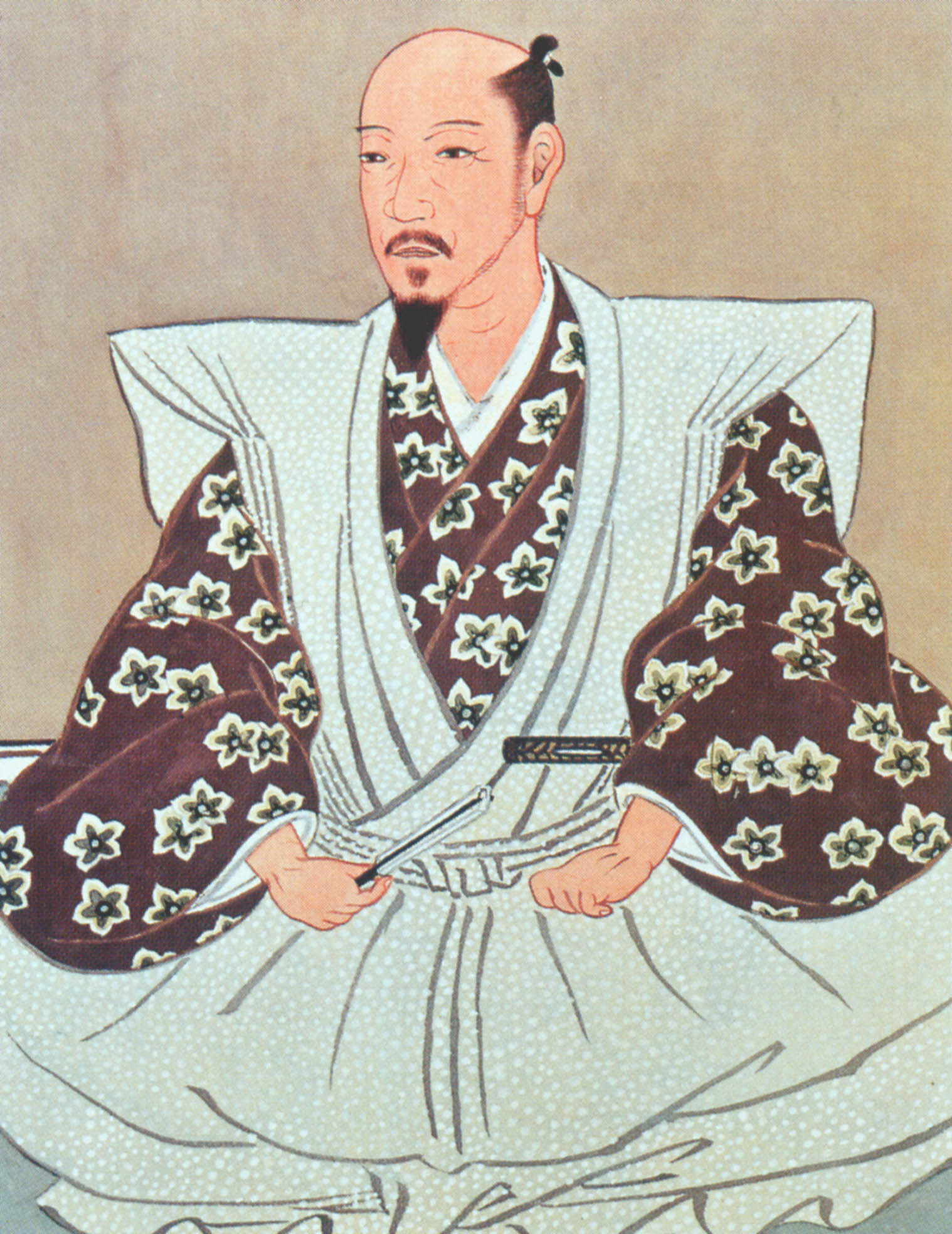
熊本藩初代藩主加藤清正

外樣 52萬石
1. 清正（1587年-1611年）
2. 忠廣（1611年-1632年）

### 細川家

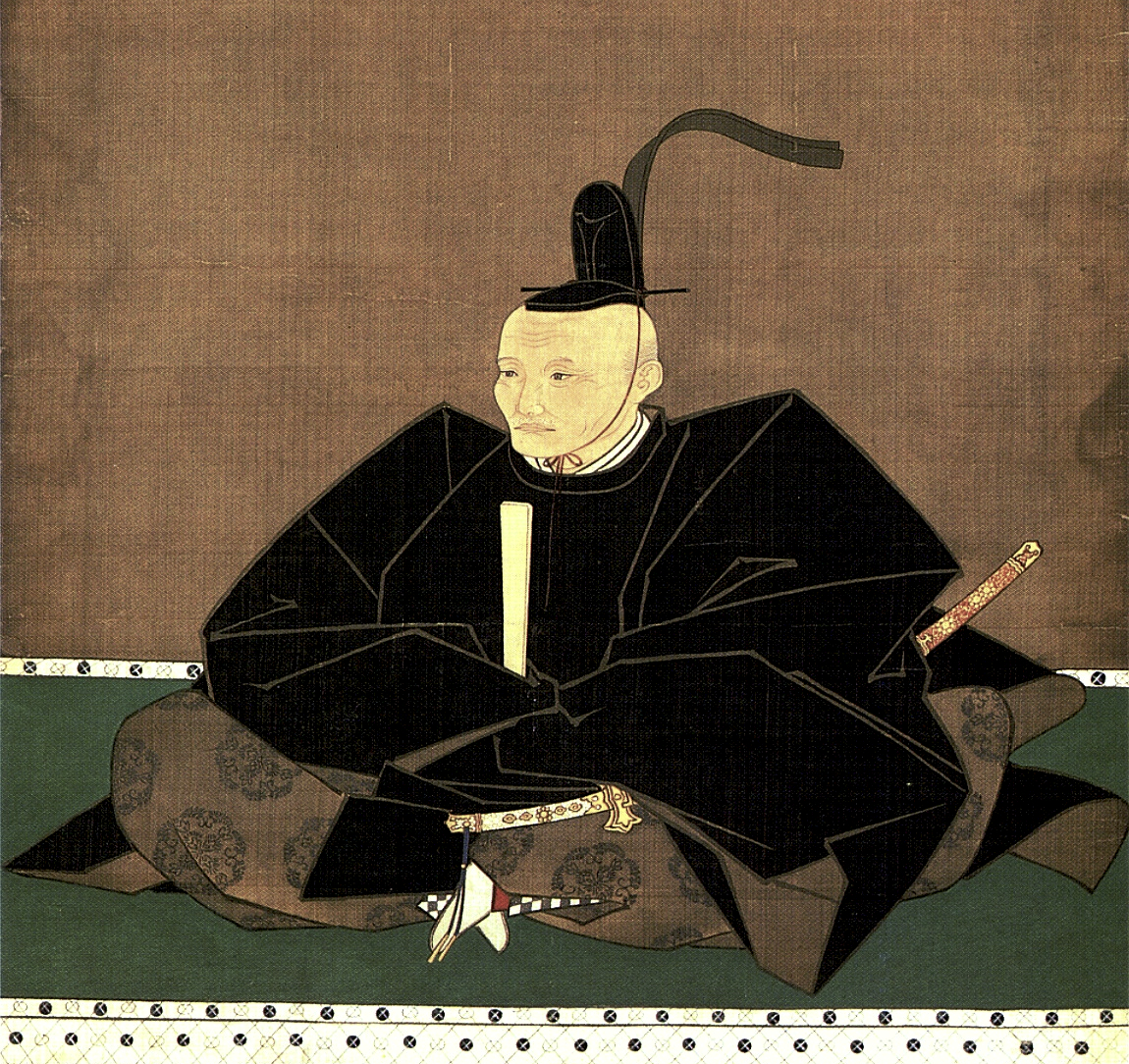
細川氏改易至熊本藩的初代藩主細川忠利

外樣 54萬石
1. 忠利（1633年-1641年）
2. 光尚（1641年-1649年）
3. 綱利（1649年-1712年）
4. 宣紀（1712年-1732年）
5. 宗孝（1732年-1747年）
6. 重賢（1747年-1785年）
7. 治年（1785年-1787年）
8. 齊茲（1787年-1810年）
9. 齊樹（1810年-1826年）
10. 齊護（1826年-1860年）
11. 韶邦（1860年-1870年）
12. 護久（1870年-1871年）

## 支藩
熊本藩有兩個支藩，分別是宇土藩及熊本新田藩（後改稱高瀨藩）。

### 宇土藩
1546年設立。藩廳位於宇土，藩廳位於宇土城的遺址，細川光松的從弟行孝被分為3萬石，六代藩主立禮及立政曾繼承熊本藩成為藩主。1870年與熊本藩合併而廢藩。
細川氏、外樣3萬石
1. 行孝（1646年-1690年）
2. 有孝（1690年-1703年）
3. 興生（1703年-1735年）
4. 興里（1735年-1745年）
5. 興文（1745年-1772年）
6. 立禮（1772年-1787年）後繼承熊本藩改名為齊茲
7. 立之（1787年-1818年）
8. 立政（1818年-1826年）後繼承熊本藩改名為齊護
9. 行芬（1826年-1851年）
10. 立則（1851年-1862年）
11. 行真（1862年-1870年）

### 肥後新田藩/高瀨藩
1666年第三代藩主細川綱利的弟弟利重被封於熊本藩藏米3萬5千石。1870年與熊本藩合併而被廢藩。
細川家、外樣3萬5千石
1. 利重（1666年-1687年）
2. 利昌（1687年-1715年）
3. 利恭（1715年-1742年）
4. 利寛（1742年-1767年）
5. 利致（1767年-1781年）
6. 利庸（1781年-1805年）
7. 利國（1805年-1810年）
8. 利愛（1810年-1833年）
9. 利用（1833年-1856年）
10. 利永（1856年-1870年）